# La Haye (Vosges)
La Haye ist eine französische Gemeinde mit 134 Einwohnern (Stand 1. Januar 2022) im Département Vosges in der Region Grand Est. Sie gehört zum Arrondissement Épinal und zum Gemeindeverband Épinal.

## Geografie

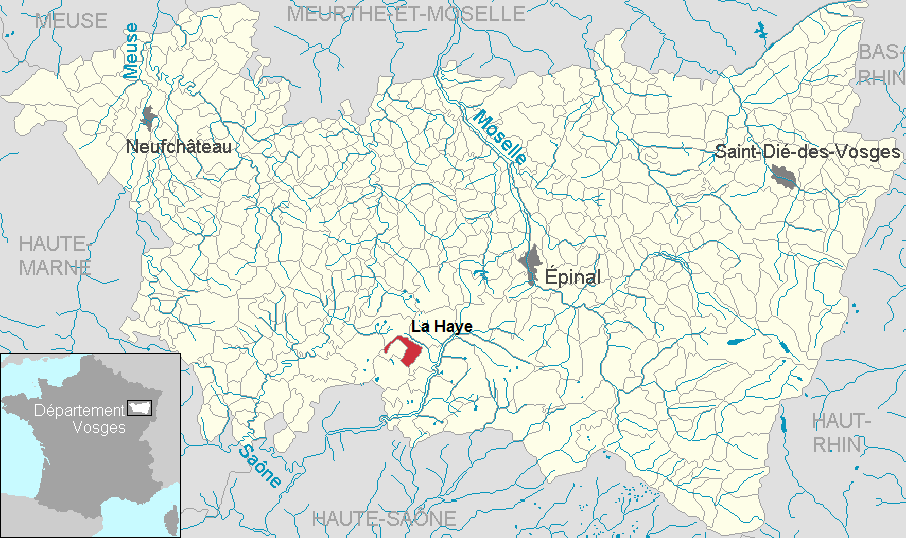
Lage der Gemeinde La Haye
im Département Vosges

Die Gemeinde La Haye liegt auf einer Höhe von 360 m über dem Meeresspiegel, elf Kilometer nordwestlich von Bains-les-Bains und 25 Kilometer südwestlich von Épinal im Süden Lothringens.
Das 7,38 km² große Gemeindegebiet umfasst einen Abschnitt der Landschaft Vôge. Der Ruisseau des Cailloux entspringt an der Nordwestgrenze der Gemeinde und bildet ein bis zu 200 m breites Tal, an dessen Südhang die Siedlung La Haye angelegt wurde. Der Bach mündet im Osten der Nachbargemeinde Harsault in den Côney, einen Nebenfluss der oberen Saône. Im Nordwesten reicht das Gemeindeareal auf wenige hundert Meter an die Quelle der Saône in Vioménil heran. In einem weit nach Westen ausladenden Streifen wird mit 461 Metern über dem Meer der höchste Punkt der Gemeinde erreicht.
Das Gebiet um La Haye wird teils als Ackerland, teils als Weideland genutzt, während im Norden (Forêt Domaniale du Ban d’Harol), im Westen (les Tailles) sowie im Süden (Miche-Guerré) Wälder dominieren, die insgesamt über ein Drittel der Gemeindefläche bedecken.
Zu La Haye gehört der Hof Bazin im Südwesten des Gemeindegebietes.
Nachbargemeinden von La Haye sind Harsault im Osten und Südosten, Gruey-lès-Surance im Südwesten, Grandrupt-de-Bains und Hennezel im Westen sowie Vioménil im Nordwesten.

## Geschichte
Der Name La Haye kann nicht vor 1611 nachgewiesen werden. Bis zur Französischen Revolution gehörte das Gebiet der heutigen Gemeinde zur Vogtei Vesoul in der Franche-Comté, wechselte 1790 in den neu gebildeten Kanton Bains-les-Bains des damaligen Landkreises Darney. 1831 wurde das Schul- und Bürgermeisterhaus (Mairie-école), 1868 die Kirche St. Augustinus errichtet.

### Bevölkerungsentwicklung
| Jahr      | 1962 | 1968 | 1975 | 1982 | 1990 | 1999 | 2006 | 2014 | 2021 |
| Einwohner | 156  | 188  | 154  | 124  | 117  | 118  | 124  | 116  | 133  |

Im Jahr 1861 wurde mit 833 Bewohnern die bisher höchste Einwohnerzahl ermittelt. Die Zahlen basieren auf den Daten von cassini.ehess und INSEE.

## Sehenswürdigkeiten
- Kirche St. Augustinus (Église Saint-Augustin)

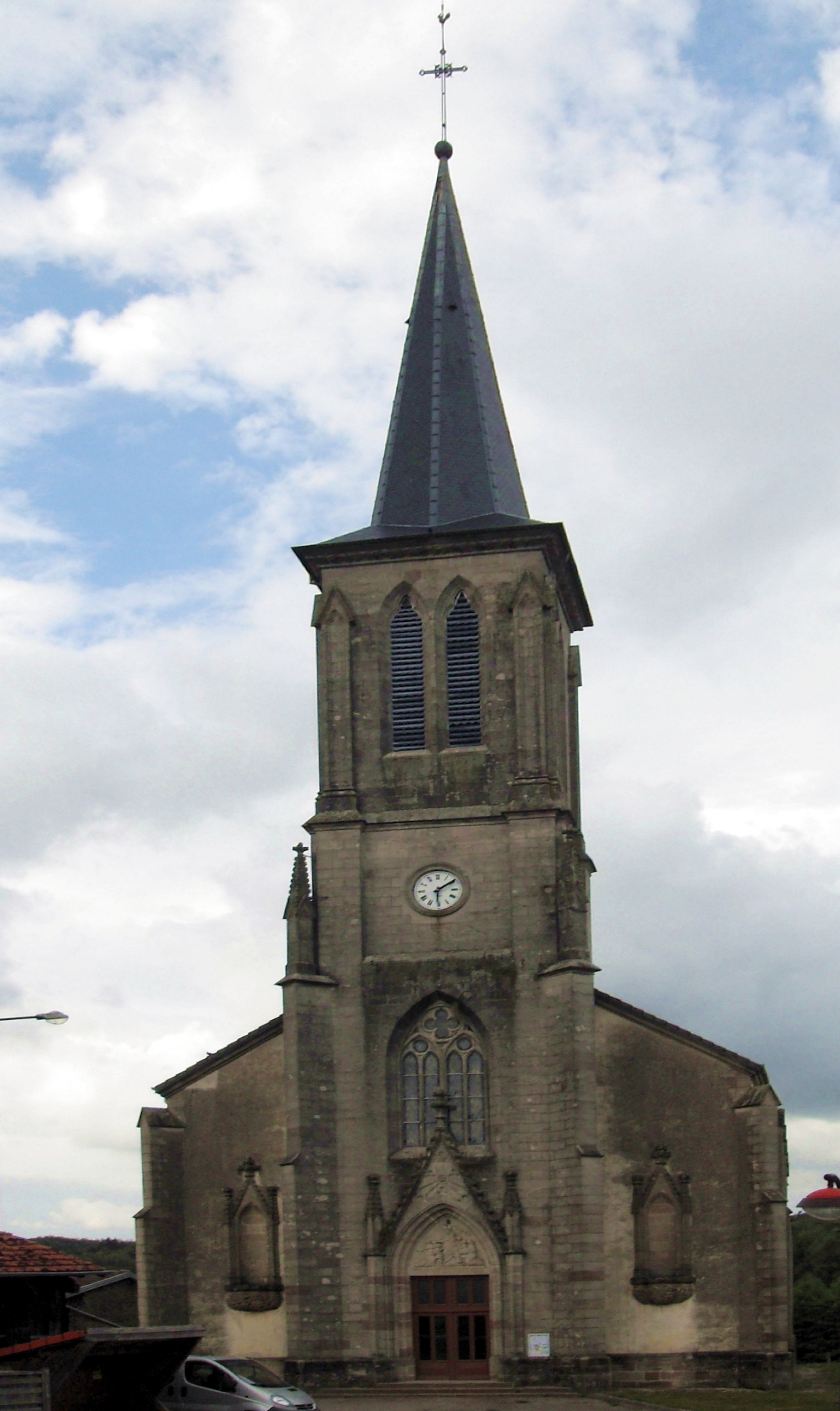
Kirche St. Augustinus

## Wirtschaft und Infrastruktur
Die Bewohner von La Haye sind hauptsächlich in sechs Landwirtschaftsbetrieben (Beerenanbau, Milchwirtschaft, Rinderzucht), in der Forstwirtschaft sowie kleinen Dienstleistungsbetrieben im Ort oder der näheren Umgebung beschäftigt.
Die Gemeinde La Haye liegt abseits der überregionalen Verkehrsströme. Die Fernstraße D 164 von Neufchâteau über Contrexéville, Darney und Bains-les-Bains nach Saint-Loup-sur-Semouse führt durch die südlichen Nachbargemeinden Hautmougey und Gruey-lès-Surance. Der nächste Bahnhof (Bains-les-Bains) liegt 14 Kilometer südöstlich von La Haye.

## Belege
1. ↑  La Haye auf vosges-archives.com (Memento des Originals vom 4. März 2016 im Internet Archive)  Info: Der Archivlink wurde automatisch eingesetzt und noch nicht geprüft. Bitte prüfe Original- und Archivlink gemäß Anleitung und entferne dann diesen Hinweis. (französisch; PDF; 39 kB)
2. ↑  La Haye auf cassini.ehess
3. ↑  La Haye auf INSEE
4. ↑  Landwirtschaftsbetriebe auf annuaire-mairie.fr (französisch)